# Genoveva Añonma
Genoveva "Ayo" Añonma Nze (sinh ngày 19 tháng 4 năm 1989) là một cầu thủ bóng đá người Guinea Xích Đạo đóng vai trò tiền đạo cho câu lạc bộ Đức MSV Duisburg và đội tuyển quốc gia Guinea Xích Đạo, nơi cô làm đội trưởng.

## Sự nghiệp câu lạc bộ
Añonma chơi ở đất nước của mình và Nam Phi trước khi ký hợp đồng với đội Bundesliga USV Jena năm 2009. Cô là cầu thủ ghi bàn hàng đầu của đội trong cả hai mùa giải cô thi đấu cho Jena. Sau World Cup 2011 cô ký hợp đồng với Turbine Potsdam. Cô trở thành người nước ngoài đầu tiên giành được giải thưởng Vua phá lưới Bundesliga khi ghi 22 bàn trong mùa giải 2011-12. Năm 2012, cô được chọn là Cầu thủ xuất sắc nhất Châu Phi.
Vào ngày 24 tháng 2 năm 2015, đã có thông báo rằng Añonma đã ký hợp đồng với Portland Thorns cho mùa giải bóng đá nữ quốc gia năm 2015, tham gia sau khi hoàn thành World Cup năm đó. Cô đã rời khỏi Portland Thorns FC vào tháng 10 năm 2015. Vào năm 2016, cô đã chơi cho Suwon FMC WFC tại giải WK-League của Hàn Quốc.

## Sự nghiệp quốc tế
Añonma là một phần của đội bóng đá Guinea Xích Đạo, đội bóng đã vô địch Giải vô địch bóng đá nữ châu Phi 2008 tại sân nhà và vào tới chung kết ở Nam Phi hai năm sau đó. Sau trận chung kết giải vô địch bóng đá nữ châu Phi năm 2010, Añonma và hai cầu thủ người Guinea Xích Đạo khác đã bị các đội khác cáo buộc là nam giới. Añonma bác bỏ các cáo buộc và điều này được thể hiện bằng một thử nghiệm chứng minh giới tính của cô là nữ, trong đó cô được yêu cầu cởi trần truồng để chứng minh giới tính của mình.
Cô đã thi đấu trong World Cup nữ 2011 của FIFA, ghi được hai bàn thắng cho đội tuyển Guinea Xích Đạo trong giải đấu, trong trận thua 3–2 trước Úc. Cô được đưa vào đội hình tiêu biểu, trở thành cầu thủ châu Phi đầu tiên được tham gia vào danh sách này. Cô vô địch giải vô địch nữ châu Phi lần thứ hai vào năm 2012.